# James Till
James Edgar Till (* 25. August 1931 in Lloydminster, Saskatchewan; † 18. Mai 2025 in Toronto) war ein kanadischer Biophysiker, Stammzell- und Krebsforscher sowie Professor an der University of Toronto.

## Leben
Till erwarb 1952 einen Bachelor und 1954 einen Master in Physik an der University of Saskatchewan (Saskatoon, Kanada), 1957 einen Ph.D. an der Yale University (New Haven (Connecticut), USA). Als Postdoktorand ging er an die Connaught Medical Research Laboratories in Toronto und gehörte 1958 zum wissenschaftlichen Gründungspersonal des Ontario Cancer Institute als Schwestereinrichtung zum Princess Margaret Hospital in Toronto. Während er zunächst in der Abteilung für Physik war, wechselte Till 1967 an die Abteilung für Biologische Forschung, deren Leitung er 1969 übernahm. Zusätzlich war Till ab 1958 an der Abteilung für Medizinische Biophysik der University of Toronto tätig, wo er 1965 eine Juniorprofessur (Associate Professor) und 1968 eine ordentliche Professur übernahm. Seit 1996 hatte er den Titel eines Senior Scientist Emeritus am Ontario Cancer Institute und seit 1997 den eines University Professor Emeritus an der University of Toronto.
Till war verheiratet und hatte drei Kinder.

## Wirken
Till befasste sich zunächst mit der Strahlenempfindlichkeit von verschiedenen Säugetiergeweben, darunter das Knochenmark. Gemeinsam mit Ernest A. McCulloch veröffentlichte er grundlegende Arbeiten zur Biologie von Stammzellen und zur Physiologie und Pathophysiologie der Hämatopoese. Ab 1980 wandte sich Till Fragen der Lebensqualität, Forschungsethik und Entscheidungsfindung bei Krebspatienten zu. Neuere Arbeiten befassten sich mit der Verbreitung von Gesundheitsinformationen über das Internet (E-Health) unter besonderer Berücksichtigung der Open-Access-Bewegung.

## Auszeichnungen (Auswahl)
- 1969: Gairdner Foundation International Award[2]
- 1969: Mitgliedschaft in der Royal Society of Canada
- 1993: Robert L. Noble Prize[3]
- 1994: Officer of the Order of Canada[4]
- 2000: Mitgliedschaft in der Royal Society of London
- 2004: Aufnahme in die Canadian Medical Hall of Fame[5]
- 2005: Albert Lasker Award for Basic Medical Research[6]
- 2006: Order of Ontario[7]